# Adrián Marín (hiszpański piłkarz)
Adrián Marín Gómez (ur. 9 stycznia 1997 w Torre-Pacheco) – hiszpański piłkarz występujący na pozycji obrońcy w Gil Vicente. Poprzednio występował w Deportivo Alavés i Granadzie.